# Biowaffenprogramm des Irak
Das Biologische Waffenprogramm des Irak bestand vom Mai 1987 bis Januar 1991.
Dem Genfer Protokoll über das Verbot der Verwendung von erstickenden, giftigen oder ähnlichen Gasen sowie von bakteriologischen Mitteln im Kriege vom 17. Juni 1925 trat der Irak am 7. April 1931 bei. Das Inkrafttreten für den Irak erfolgte am 8. September 1931. Weiterhin unterzeichnete der Irak am 11. Mai 1972 die Biowaffenkonvention.
Trotz dieses Verbots entwickelte der Irak von Mai 1987 bis Januar 1991 im Projekt 324 biologische Waffen und brachte diese bis Anfang 1991 zur Einsatzbereitschaft.

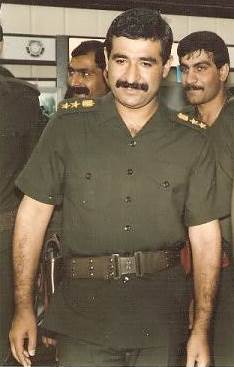
Hussein Kamel

## Anfänge
Während des Ersten Golfkriegs gab General Hussein Kamel den Auftrag, ein biologisches Waffenprogramm zu initiieren. Dem Ministerium für Industrie und militärische Industrialisierung, dessen Leiter Hussein Kamel war, unterstand das irakische Raketenprogramm sowie die Entwicklung atomarer, biologischer und chemischer Waffen. Stellvertreter und nachgeordnet waren Generalleutnant Amer al Sa’adi und Generalleutnant Amer M. Rashid.
Chemische Waffen wurden im Projekt 922, dem Chemiewaffenprogramm des Irak, entwickelt. Dessen Leiter, Generalleutnant Nizar Attar, beauftragte 1985 die Mikrobiologin Rihab Taha, die gerade aus England kam, ein Versuchsprogramm im Labormaßstab in al-Muthanna zu starten.
Taha wählte als geeignete biologische Waffen zuerst Bacillus anthracis und Botulinumtoxin aus. Agenten beschafften aus dem Ausland im Dezember 1985 die Bakterien Bacillus anthracis, Bacillus subtilis, Bacillus megaterium und Clostridium perfringens. Bis April 1986 kamen Clostridium botulinum und Francisella tularensis dazu.
Der führende Mikrobiologe des Irak, Nasser Hindawi, wurde 1986 auf Anraten von Taha in das Projekt als Senior-Adviser eingebunden.

## Strukturen
Durch eine Umstrukturierung wurde 1987 Generalmajor Faiz Shahin (ehemaliger Stellvertreter des Al-Hazen-Ibn-Al-Haitham-Institutes) Leiter des Projekts 922. Generalmajor Faiz Shahin forcierte die Produktion der biologischen Waffen vom Labormaßstab in die industrielle Fertigung. Bis dato wurde der biologischen Waffenentwicklung gerade 1/10 der Kapazitäten des Chemiewaffenprogramms gewidmet. Im Mai 1987 wurde das biologische Waffenprogramm von al-Muthanna ausgelagert und in Salman Pak, nahe Bagdad, ein eigenständiges Zentrum gegründet. Leiter des BW-Programms, seit März 1988 unter dem Namen Project 324 eigenständig geführt, wurde General Ahmed Murtada, „Mastermind“ der etwa 100 Spezialisten wurde Rihab Taha.

## Versuche und Produktion
Von 1988 bis 1990 wurden Pilotanlagen errichtet und unterschiedliche Munitionierungen in Schieß- und Tierversuchen getestet. Im August 1990, mit der Invasion von Kuwait, gab Hussein Kamel den Befehl die biologische Waffenproduktion auszuweiten. Weitere Produktionsstätten, wie in Al Fudaliyah, Al Hakam u. a. folgten. Die Aufmunitionierung mit biologischen Waffen erfolgte stets in Al-Muthanna.
Liste der biologischen Versuchs-Sprengkörper:
| Spezifikation      | Größe     | biologische Waffe     | Menge pro Sprengkörper |
| ------------------ | --------- | --------------------- | ---------------------- |
| Fliegerbombe       | BR-250 kg | Clostridium botulinum | 60 Liter               |
| Fliegerbombe       | BR-250 kg | Bacillus subtilis     | 60 Liter               |
| Artilleriemunition | 130 mm    | Ricin                 | 2,5 Liter              |
| Raketenwerfer      | 122 mm    | Aflatoxin             | 8 Liter                |

## Einsatzbereitschaft
Das Projekt 144, die Entwicklung der reichweitenverlängerten R-17 mit dem Namen Al Hussein, sah auch die Fertigung von Sprengköpfen zur Munitionierung mit biologischen Waffen vor. 25 Gefechtsköpfe wurden ab dem 2. August 1990 zur Befüllung mit biologischen Waffen hergestellt, ebenso 157 Fliegerbomben des Typs R-400A. Zwischen Dezember 1990 und 11. Januar 1991 waren diese Waffen mit Clostridium botulinum, Bacillus anthracis und Aflatoxin befüllt und einsatzbereit. Saddam Hussein entschloss sich jedoch, diese Waffen nicht im Zweiten Golfkrieg zu verwenden.
Mit Beginn des Zweiten Golfkriegs (17. Januar 1991), stoppte der Irak die Produktion von biologischen Waffen. Die Menge an biologischen Waffen deklarierte der Irak zu diesem Zeitpunkt mit:
| Spezifikation         | Menge       |
| --------------------- | ----------- |
| Clostridium botulinum | 7.500 Liter |
| Bacillus anthracis    | 3.400 Liter |
| Aflatoxin             | 340 Liter   |

Etwa 150.000 US-Soldaten wurden im Zweiten Golfkrieg vorbeugend gegen Anthrax geimpft.
Siehe auch: → Golfkriegssyndrom

## Abrüstung
Durch die UN-Resolution 687 (1991) vom 8. April 1991 war der Irak gebunden, alle Untersuchungen hinsichtlich des Genfer Protokolls vornehmen zu lassen und falls vorhanden, biologische Waffen zu zerstören. Am 19. Juni 1991 ratifizierte der Irak die Biowaffenkonvention.
Ab dem 9–10. Juli 1991 wurden auf Anweisung von Hussein Kamel alle vorhandenen biologischen Waffen von irakischer Seite aus vernichtet. Die biologischen Sprengköpfe wurden chemisch deaktiviert und in Al-Nibai zerstört. Die Vernichtung war, nach irakischen Angaben, nach einem Monat abgeschlossen.
Eine der Begründungen für den Irakkrieg war, dass der Irak (immer noch) biologische Massenvernichtungswaffen habe, die eine akute Bedrohung darstellen würden. Dies konnte nicht erhärtet werden.